# Скира Павло Миколайович
Павло Миколайович Скира — матрос підрозділу 36 ОБрМП Військово-Морських Сил Збройних Сил України, учасник російсько-української війни, що загинув у ході російського вторгнення в Україну в 2022 році.

## Життєпис
Народився в 2002 році в селі Паніванівці Кременчуцького району на Полтавщині.
Проходив військову службу на посаді навідника відділення морської піхоти взводу морської піхоти роти морської піхоти батальйону морської піхоти 36 ОБрМП.
Загинув 17 березня 2022 року під час виконання бойового завдання в ході оборони м. Маріуполя.

## Нагороди
- орден «За мужність» III ступеня (2022, посмертно) — за особисту мужність і самовіддані дії, виявлені у захисті державного суверенітету та територіальної цілісності України, вірність військовій присязі.